# 2014年ソチオリンピックの香港選手団
2014年ソチオリンピックの香港選手団（2014ねんソチオリンピックのホンコンせんしゅだん）は、2014年2月7日から23日までロシアのソチで開催されたソチオリンピック香港選手団の名簿。

## 選手団
- 人員: 選手 1人
- 開会式旗手: 呂品韜

## ショートトラックスピードスケート
- 呂品韜

男子1500m (予選敗退、5着、2:22.139)